# Octavia (Nebraska)
Octavia és una població dels Estats Units a l'estat de Nebraska. Segons el cens del 2000 tenia 145 habitants.

## Demografia
Segons el cens del 2000, Octavia tenia 145 habitants, 47 habitatges, i 36 famílies. La densitat de població era de 373,2 habitants per km².
Dels 47 habitatges en un 42,6% hi vivien nens de menys de 18 anys, en un 55,3% hi vivien parelles casades, en un 17% dones solteres, i en un 23,4% no eren unitats familiars. En el 12,8% dels habitatges hi vivien persones soles el 4,3% de les quals corresponia a persones de 65 anys o més que vivien soles. El nombre mitjà de persones vivint en cada habitatge era de 3,09 i el nombre mitjà de persones que vivien en cada família era de 3,31.
Per edats la població es repartia de la següent manera: un 31,7% tenia menys de 18 anys, un 17,9% entre 18 i 24, un 17,9% entre 25 i 44, un 26,2% de 45 a 60 i un 6,2% 65 anys o més.
L'edat mediana era de 26 anys. Per cada 100 dones de 18 o més anys hi havia 102 homes.
La renda mediana per habitatge era de 38.750 $ i la renda mediana per família de 45.250 $. Els homes tenien una renda mediana de 21.250 $ mentre que les dones 25.417 $. La renda per capita de la població era de 13.592 $. Aproximadament el 7,7% de les famílies i el 10,1% de la població estaven per davall del llindar de pobresa.

## Poblacions més properes
El següent diagrama mostra les poblacions més properes.